# 8724 Дзюнкоехара
8724 Дзюнкоехара (8724 Junkoehara) — астероїд головного поясу, відкритий 17 вересня 1996 року.
Тіссеранів параметр щодо Юпітера — 3,500.
Названий на честь японської віолончелістки Дзюнко Ехари.